# باب شمیل
باب شمیل، روستایی از توابع بخش مرکزی شهرستان بردسیر در استان کرمان ایران است.معدن بسیار غنی و بزرگ بندر باب شمیل و در بیدو توسط صنایع مس در حال اکتشاف است..

## جمعیت
این روستا در دهستان گلزار قرار دارد و براساس سرشماری مرکز آمار ایران در سال ۱۳۸۵، جمعیت آن ۲۰۵ نفر (۴۷خانوار) بوده‌است.